# Ханин, Дов
Дов (Борис) Хани́н (ивр. דב חנין‎; родился 10 января 1958 года) — израильский политический и общественный деятель, юрист, доктор политических наук, депутат кнессета от партии Хадаш (ивр.  חד"ש‎), активист движения по охране окружающей среды и борец за равенство в социальной сфере. В ноябре 2008 года баллотировался на пост мэра Тель-Авива от движения «Город для всех» (ивр. עיר לכולנו‎) при поддержке Ха-Тнуа ха-йерука и получил 34,3 % голосов, но проиграл нынешнему мэру Рону Хульдаи.

## Биография
Дов Ханин родился в Петах-Тикве в семье Давида Ханина (ивр. דוד  חנין‎), одного из лидеров «Маки» (Коммунистическая партия Израиля) и Раках (ивр. רק"ח ‎). Имя Борис (Дов-Бер) ему было дано в честь брата отца, погибшего во Второй мировой войне. С юных лет активно участвовал в молодёжном движении «Банки» (ивр. בנק"י ‎).
Дов Ханин отслужил в армии обороны Израиля и получил звание старшего сержанта, но при этом отказался проходить военную службу на территории Иудеи и Самарии, и в секторе Газа. В 1982 году он окончил юридический факультет Еврейского университета в Иерусалиме.
С 1984 года по 2004 год Дов Ханин работал юристом в адвокатской фирме Амнона Зихрони (ивр.  אמנון זכרוני‎), где вёл несколько важных процессов по правам человека в Высшем суде Справедливости Израиля «Багац» (ивр.   בג"ץ‎). В середине 1980-х годов Ханин представлял интересы Ицхака Лаора (ивр.   יצחק לאור‎) по делу запрета на показ спектакля «Эфраим возвращается в армию» (ивр. אפרים חוזר לצבא‎), который был наложен Советом по цензуре фильмов и спектаклей (ивр. המועצה לביקורת סרטים ומחזות‎). Высший суд Справедливости Израиля отменил решение Совета и разрешил показ спектакля.
В 2003 году на добровольных началах Ханин представлял в суде интересы пятерых граждан «левых» взглядов, отказавшихся от призыва в армию (ивр.   חמשת סרבני הגיוס מהשמאל‎).
В 2000 году Дов Ханин — научный сотрудник «Центра по изучению окружающей среды имени Портера» при Тель-Авивском университете, тогда же он получил степень доктора по политическим наукам Тель-Авивского университета. В 2002 году закончил работу над пост-докторатом в Оксфордском университете на тему взаимосвязи общества и окружающей среды.
Дов Ханин женат и имеет троих детей.

## Общественная и политическая деятельность
С 2003 года по 2006 год Ханин — председатель совета директоров «Хаим у-Свива» (ивр. חיים וסביבה‎), организации, объединяющей и координирующей более 80-ти движений по охране окружающей среды Израиля. Он — активный участник акций по охране экологии, таких как борьба против строительства в Тимне и на прибрежной зоне Пальмахим.
Дов Ханин — автор многочисленных публикаций, посвященных взаимосвязи общества и окружающей среды. Под его редакцией вышла серия книг «Признаки жизни». С 2004 года по 2006 год Ханин занимал должность академического директора программы экологической справедливости юридического факультета Тель-Авивского университета. В конце 2005 года на радиостанции «Волны Цахаль» (ивр.   גלי צה"ל‎) вышел в эфир «Радио-университет» (ивр. אוניברסיטה משודרת‎) с серией лекций Ханина на тему «Кризис глобализации».
Ханин — член руководства Коммунистической партии Израиля с 1990 года. Баллотировался в кнессет 16-го созыва на четвёртое место в списке «Хадаш-Тааль», тогда партии не хватило всего 500 голосов для получения четвёртого мандата. 14 января 2006 года Ханин был избран на третье место в списке Хадаш и стал депутатом кнессета 17-го созыва.
Дов Ханин входил в различные парламентские комиссии, в их числе комиссии по правам ребёнка, и по внутренним делам и защите окружающей среды. Вместе с раввином и депутатом кнессета 16-го созыва Михаелем Малькиором являлся председателем «Лобби по делам общества и окружающей среды», самого многочисленного лобби в Израильском парламенте, и членом «Лобби в защиту животных».
В ходе своей работы в кнессете Ханин возглавлял борьбу против рекламных плакатов на автомагистрали Аялон и против разрушения домов в Кфар-Шалем.
На выборах в кнессет 18-го созыва получил третье место в списке партии Хадаш.

## Законодательская деятельность
Будучи депутатом кнессета, Ханин разработал законы, направленные на защиту прав человека, прав трудящихся, на охрану окружающей среды и животных. Среди них:
- Поправка к закону о муниципалитетах, которая запрещает местным властям взимать плату за вход в парки культуры и отдыха (внесена совместно с депутатами Моше Гафни и Давидом Азулаем). Утверждена в феврале 2007 года.

- Поправка к закону об охране труда женщины, продляющая на две недели отпуск по рождению ребёнка. Внесена депутатами Дов Ханин, Надья Хило, Гидон Саар и Шели Ехимович, закон был утвержден в мае 2007 года.

- Поправка к закону об охране прибрежных зон. Утверждена в октябре 2007 года и теперь включает в себя побережье Средиземного моря и Эйлатский залив.

- Закон об уведомлении работников, который предоставляет право работникам, нанятыми посредническими конторами, получить информацию об условиях договора по их найму на работу. Данный закон призван исправить ситуацию, когда работника не ставят в известность об условиях его найма, которые включают в себя обязательства посреднической конторы перед работодателем. Теперь подобная информация должна быть передана работнику для соблюдения его прав. К законопроекту присоединились следующие депутаты кнессета: Йорам Марциано, Яков Марги, Лиа Шемтов, Ран Коэн, Шели Ехимович, Мухаммад Бараке и Хаим Орон. Утвержден в октябре 2007 года.

- Закон о местных советах (экологический контроль — полномочия местных властей), утвержден в марте 2008 года.

- Закон об охране побережья озера Кинерет[3], — утверждён в апреле 2008 года.

- Закон, ограничивающий вредные выбросы в атмосферу[4], который значительно повышает штрафы за загрязнение окружающей среды (был внесен вместе с депутатом кнессета Михаелем Малькиором). Утвержден в июле 2008 года.

- Закон, запрещающий продажу несовершеннолетним лотерейных билетов[5]. Этот закон совмещает в себе три частных законопроекта, предложенных Ханином, Ахмадом Тиби, Звулун Орлев и другими депутатами Кнессета. Принят в третьем чтении в октябре 2007 года.

- Поправка к закону о сокращении размножения бродячих животных (Закон о защите животных, ивр. חוק צער בעלי חיים‎). Данный законопроект выдвинули депутаты Кнессета Ронит Тирош и Гилад Эрдан, его цель — выделение министерству сельского хозяйства 4.5 миллиона шекелей ежегодно на действия, направленные на сокращение размножения бродячих животных. Согласно поправке Дова Ханина, бюджет, выделяемый этим законом, не будет использован в целях уничтожения бездомных животных, ни прямым, и ни косвенным образом. Закон был утвержден в июле 2008 года.